# Chilostoma cingulatum
Chilostoma cingulatum (Studer, 1820) è un gasteropode polmonato della famiglia degli Elicidi.

## Descrizione

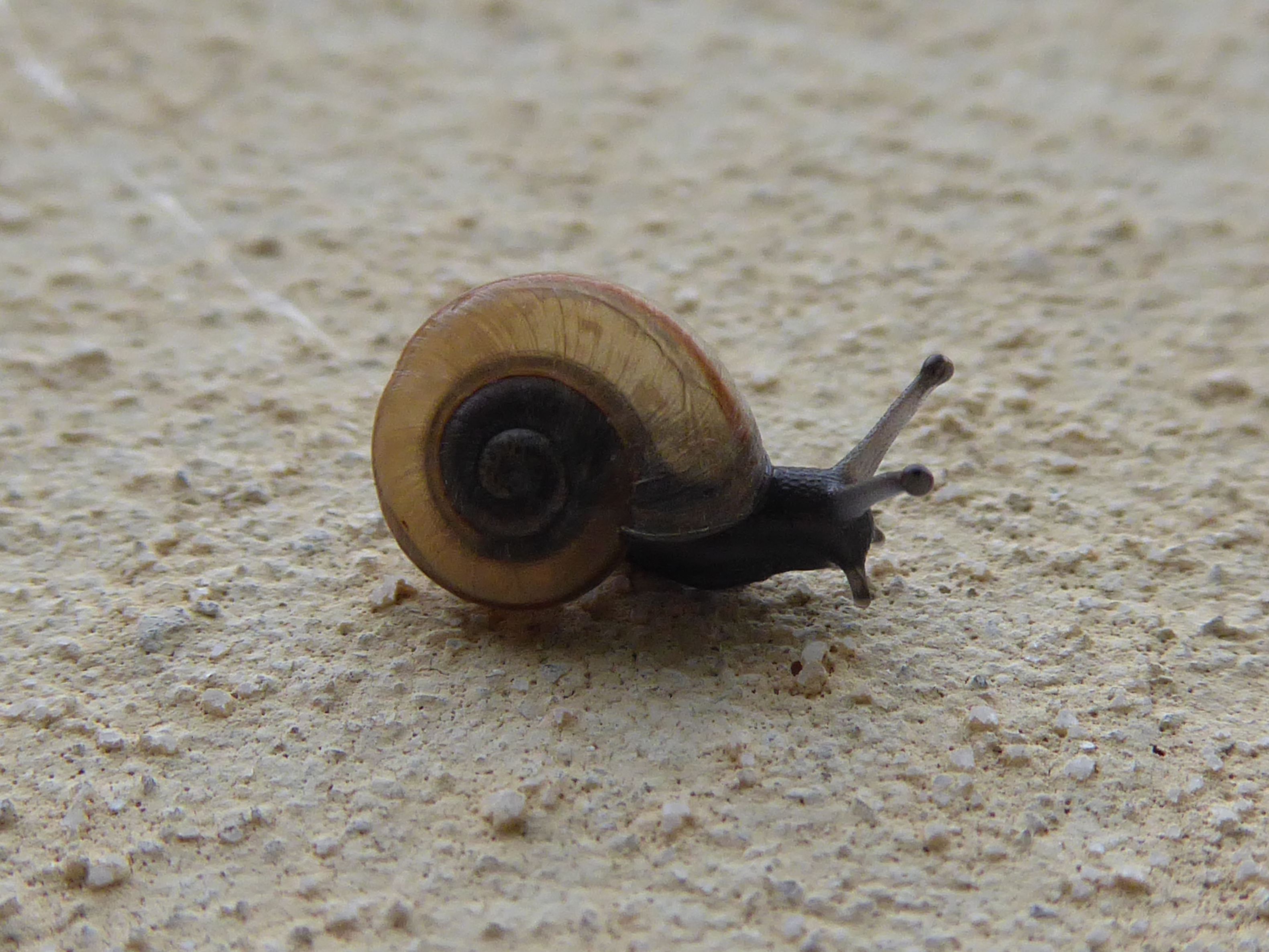
Esemplare giovane fotografato a Vallelaghi (Trentino)

L'animale è di colore generalmente nerastro o marrone (a volte anche grigio chiaro nelle foreste), e ha antenne superiori piuttosto lunghe. La conchiglia è molto variabile, di colore generalmente biancastro con una singola banda marrone appena sopra la periferia; presenta 4,5-5 spirali con sutura moderata, l'ultima delle quali scende bruscamente; l'apertura è obliqua e con il margine sconnesso sul lato parietale, e l'ombelico è ampio, circa un settimo del diametro della conchiglia.
Le dimensioni oscillano fra i 10x20 e i 12x27 mm; le uova hanno un diametro di 2,5-3,3 mm.

## Biologia
C. cingulatum predilige ambienti rocciosi, come scarpate e montagne, e specificamente quelli con rocce calcaree; gli adulti sono più frequenti in punti dove piccole zolle d'erba o piante interrompono le pareti rocciose. In Svizzera, la specie è stata rinvenuta fino a 1400 metri d'altitudine.
Gli adulti depositano le uova d'estate, in gruppi dalle 18 alle 100 unità, a intervalli di alcune settimane l'uno dall'altro; esse si schiudono dopo 18-25 giorni e i nati raggiungono la maturità dopo uno o due anni; la vita media di queste chiocciole si aggira intorno ai 4-5 anni.

## Distribuzione e habitat
La specie è documentata in Italia centro-settentrionale e nelle regioni alpine di Francia, Svizzera, Germania, Liechtenstein, Austria e Slovenia.

## Tassonomia

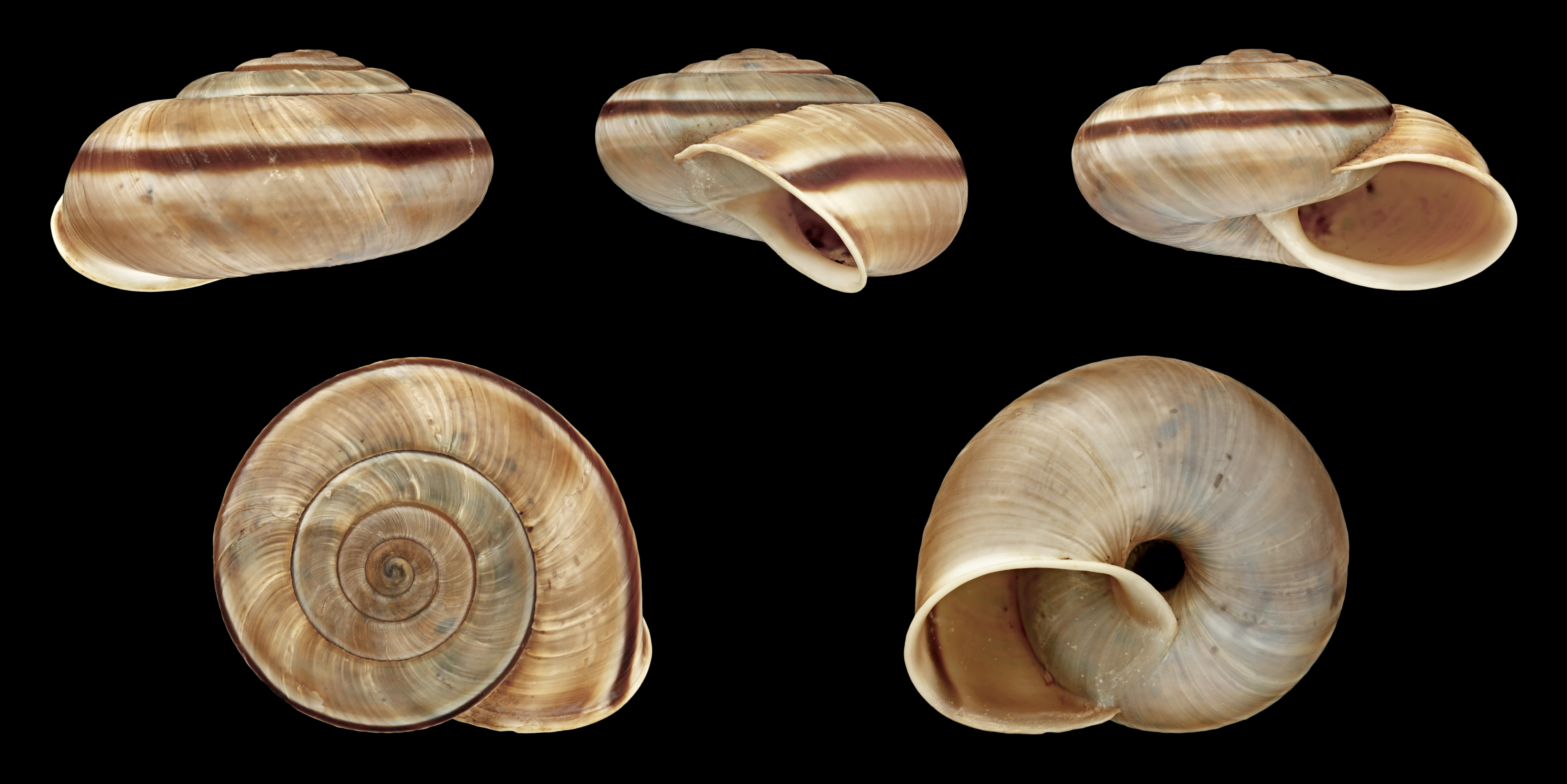
Guscio di Chilostoma cingulatum anauniense

Chilostoma cingulatum è, più che una specie, un complesso di specie; ha un ampio numero di sottospecie, alcune delle quali sono però riconosciute come specie a sé stanti.
Le sottospecie riconosciute includono:
- Chilostoma cingulatum adamii (Pini, 1876)
- Chilostoma cingulatum alzonai K. L. Pfeiffer, 1951
- Chilostoma cingulatum anauniense (De Betta, 1852)
- Chilostoma cingulatum anconae (Gentiluomo, 1868)
- Chilostoma cingulatum appelii (Kobelt, 1876)
- Chilostoma cingulatum asperulum (Ehrmann, 1910)
- Chilostoma cingulatum baldense (Rossmässler, 1839)
- Chilostoma cingulatum bizona (Rossmässler, 1842)
- Chilostoma cingulatum boccavallense K. L. Pfeiffer, 1951
- Chilostoma cingulatum carrarense (Strobel, 1852)
- Chilostoma cingulatum colubrinum (De Cristofori & Jan, 1832)
- Chilostoma cingulatum frigidescens (Del Prete, 1879)
- Chilostoma cingulatum frigidissimum (Paulucci, 1881)
- Chilostoma cingulatum frigidosum (Pollonera, 1890)
- Chilostoma cingulatum gobanzi (Frauenfeld, 1867)
- Chilostoma cingulatum hermesianum (Pini, 1874)
- Chilostoma cingulatum infernale (P. Hesse, 1931)
- Chilostoma cingulatum insubricum (De Cristofori & Jan, 1832)
- Chilostoma cingulatum medoacense (Adami, 1886)
- Chilostoma cingulatum montanum (Paulucci, 1881)
- Chilostoma cingulatum nicatis (Costa, 1836)
- Chilostoma cingulatum nicolisianum (Adami, 1886)
- Chilostoma cingulatum peregrini Falkner, 1998
- Chilostoma cingulatum philippii (Kobelt, 1905)
- Chilostoma cingulatum preslii (Rossmässler, 1836)
- Chilostoma cingulatum sentinense (Piersanti, 1833)
- Chilostoma cingulatum transiens (Adami, 1886)

## Conservazione
A causa della confusione tassonomica, è impossibile ottenere una valutazione accurata dello stato di conservazione della specie. Tuttavia, si può constatare che le popolazioni sono generalmente non abbondanti dove presenti, e che sono minacciate dall'espansione dei centri abitati; la specie è maggiormente vulnerabile in Svizzera e Austria, ed è rara in Baviera.